# (967) Helionape
(967) Helionape est un astéroïde de la ceinture principale découvert le 9 novembre 1921 par l'astronome allemand Walter Baade.
Sa désignation provisoire était 1921 KV.